# Basileuterus trifasciatus
Mariquita-de-três-bandas ou pula-pula-de-três-fitas (Basileuterus trifasciatus) é uma espécie de ave da família Parulidae.
Pode ser encontrada nos seguintes países: Equador e Peru.
Os seus habitats naturais são: regiões subtropicais ou tropicais húmidas de alta altitude e florestas secundárias altamente degradadas.